# 栄町 (松戸市)
栄町（さかえちょう）は、千葉県松戸市の地名。本項では隣接する栄町西（さかえちょうにし）についても述べる。

## 地理及び概要
松戸市の西部に位置している。住居表示の整備は実施されておらず、丁目の部分は小字となるが、栄町西については西一丁目から西五丁目の部分が小字となる。

### 栄町
郵便番号は271-0062。現行の行政地名は栄町一丁目から栄町八丁目。

### 栄町西
郵便番号は271-0061。現行の行政地名は栄町西一丁目から栄町西五丁目。

## 世帯数と人口
2019年（令和元年）12月31日現在の世帯数と人口は以下の通りである。

### 栄町
| 丁目       | 世帯数    | 人口     |
| ---------- | --------- | -------- |
| 栄町一丁目 | 455世帯   | 878人    |
| 栄町二丁目 | 445世帯   | 877人    |
| 栄町三丁目 | 815世帯   | 1,405人  |
| 栄町四丁目 | 583世帯   | 1,112人  |
| 栄町五丁目 | 778世帯   | 1,572人  |
| 栄町六丁目 | 633世帯   | 1,332人  |
| 栄町七丁目 | 978世帯   | 2,108人  |
| 栄町八丁目 | 1,036世帯 | 2,327人  |
| 計         | 5,723世帯 | 11,612人 |

### 栄町西
| 丁目         | 世帯数    | 人口    |
| ------------ | --------- | ------- |
| 栄町西一丁目 | 443世帯   | 1,039人 |
| 栄町西二丁目 | 267世帯   | 576人   |
| 栄町西三丁目 | 570世帯   | 1,402人 |
| 栄町西四丁目 | 275世帯   | 695人   |
| 栄町西五丁目 | 363世帯   | 910人   |
| 計           | 1,918世帯 | 4,622人 |

## 小・中学校の学区
市立小・中学校に通う場合、学区は以下の通りとなる。

### 栄町
| 丁目       | 番地             | 小学校               | 中学校               |
| ---------- | ---------------- | -------------------- | -------------------- |
| 栄町一丁目 | 全域             | 松戸市立北部小学校   | 松戸市立古ケ崎中学校 |
| 栄町二丁目 | 全域             | 松戸市立古ケ崎小学校 | 松戸市立古ケ崎中学校 |
| 栄町三丁目 | 全域             | 松戸市立古ケ崎小学校 | 松戸市立古ケ崎中学校 |
| 栄町四丁目 | 全域             | 松戸市立古ケ崎小学校 | 松戸市立古ケ崎中学校 |
| 栄町五丁目 | 260番地～337番地 | 松戸市立古ケ崎小学校 | 松戸市立古ケ崎中学校 |
| 栄町五丁目 | 338番地～383番地 | 松戸市立旭町小学校   | 松戸市立旭町中学校   |
| 栄町六丁目 | 384番地～444番地 | 松戸市立古ケ崎小学校 | 松戸市立古ケ崎中学校 |
| 栄町六丁目 | 445番地～477番地 | 松戸市立旭町小学校   | 松戸市立旭町中学校   |
| 栄町七丁目 | 全域             | 松戸市立旭町小学校   | 松戸市立旭町中学校   |
| 栄町八丁目 | 全域             | 松戸市立旭町小学校   | 松戸市立旭町中学校   |

### 栄町西
| 丁目         | 番地 | 小学校               | 中学校               |
| ------------ | ---- | -------------------- | -------------------- |
| 栄町西一丁目 | 全域 | 松戸市立古ケ崎小学校 | 松戸市立古ケ崎中学校 |
| 栄町西二丁目 | 全域 | 松戸市立旭町小学校   | 松戸市立旭町中学校   |
| 栄町西三丁目 | 全域 | 松戸市立旭町小学校   | 松戸市立旭町中学校   |
| 栄町西四丁目 | 全域 | 松戸市立旭町小学校   | 松戸市立旭町中学校   |
| 栄町西五丁目 | 全域 | 松戸市立古ケ崎小学校 | 松戸市立古ケ崎中学校 |

## 交通
鉄道路線は地区内には走っていない。最寄り駅はJR常磐線北松戸駅や馬橋駅。

### 道路

#### 一般国道
- 千葉県道5号松戸野田線

## 施設

### 栄町
- 栄町交番
- 松戸栄郵便局
- 栄町第1公園
- 栄町第2公園
- 栄町第3公園
- 栄町8丁目公園
- 香取稲荷神社
- 因宗寺（いんしゅうじ）
- ベルクス北松戸店
- マルエツ栄町店
- オリンピック馬橋店

### 栄町西
- 日本大学松戸歯学部付属病院
- 栄町西公園
- 千葉鑑定団松戸店
- 大陸書房松戸店